# Westeifel

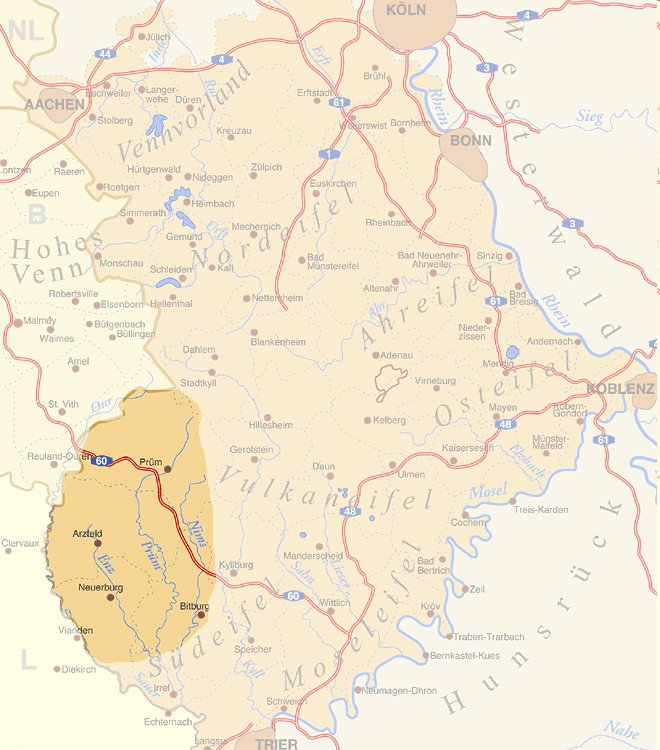
Locazione approssimata della Westeifel

Il termine tedesco Westeifel si riferisce a quella parte delle montagne Eifel in Germania, che sono centrate principalmente sulla città di Prüm e si estendono fino al confine con il Belgio e il Lussemburgo. Tuttavia, non si tratta di un luogo definito geograficamente con precisione, sovrapponendosi di circa il 60% alle montagne Eifel della zona denominata Schnee; geologicamente, la sua metà settentrionale fa parte del Circondario del Vulkaneifel e della sua metà meridionale dell'Eifel meridionale.

## Geografia

### Fisica
Le cime erbose sono leggermente più alte di quelle del Vulcano Eifel, ma sono generalmente più arrotondate e meno robuste. Geograficamente e topologicamente quest'area può essere divisa in tre regioni: 
- Schneifel (Schwarzer Mann 697 m), una cima vicino al confine con il Belgio;
- Eifel belga (termine non usato comunemente);
- Islek, la regione nel sud-ovest della catena montuosa che si estende fino al confine tra la Germania e il Lussemburgo.

### Antropica
La regione è scarsamente popolata a nord (ossia nella zona denominata Schneifel, ma è attraversata dalla strada statale 60 (verso Malmedy). È fitta di boschi e l'estrazione mineraria assume una certa rilevanza presso insediamenti quali Bleialf. Nelle aree meridionali, ossia la valle del Prüm e dei suoi affluenti, c'è una maggiore densità di popolazione e un certo grado di traffico di origine non locale sulla Strada delle vacanze dell'Eifel sud (Ferienstraße Südeifel) e sulla strada ecologica Eifel-Ardenne (Grüne Straße Eifel-Ardennen).